# Ductus thoracicus
De ductus thoracicus (Latijn ductus: gang; Oudgrieks θοράξ:  borstkas) of borstbuis is een belangrijk verzamelkanaal van het lymfevaatstelsel. Het is het grootste lymfevat in het menselijk lichaam.
De ductus thoracicus begint in de cisterna chyli, een lymfezak ventraal van de eerste of tweede lendenwervel, die als verzamelpunt van alle lymfe uit de buikholte, het bekken en de benen geldt. Vanaf de cisterna chyli loopt de ductus thoracicus door het middenrif naar de borstholte, waar hij rechts van de aorta en links van de vena azygos ligt. In de borstholte neemt de ductus thoracicus nog de lymfe uit de borstorganen, en bij de mens ook van de linkerarm en het linkerdeel van het hoofd en de hals op. De ductus thoracicus buigt af naar achteren richting de linker halsslagader en de linker vena jugularis interna (binnenste halsader) om vervolgens uit te monden waar de linker vena jugularis interna en de linker vena subclavia samenkomen.
De ductus thoracicus heeft bij mensen een lengte variërend tussen 38 en 45 cm, met een gemiddelde diameter van 5 mm. Het verzamelkanaal vervoert ongeveer vier liter lymfe per dag. Het transport is grotendeels afhankelijk van de ademhaling. Deze wordt bij het transport geholpen door glad spierweefsel van de ductus en kleppen in de ductus die voorkomen dat de lymfe terugstoomt.

## Klinische betekenis
Bij blokkade of beschadiging van de ductus thoracicus kan zich in korte tijd een grote hoeveelheid lymfe ophopen in de pleurale ruimte. Dit wordt een chylothorax genoemd. Het eerste teken van een maligniteit, met name een in de buikholte, kan worden gevormd door de klier van Virchow, een lymfeklier nabij de uitmonding van de ductus thoracicus in het veneuze systeem.

## Geschiedenis
De ductus thoracicus werd voor het eerst beschreven in de 17e eeuw door Jean Pecquet bij honden. Bij de mens werd de ductus thoracicus enige jaren later ontdekt door Thomas Bartholin. Onder andere in zijn geschrift Vasa lymphatica nuper hafniae in animalibus inventa et hepatis exsequiae (1653) berichtte hij hierover.

## Meer illustraties

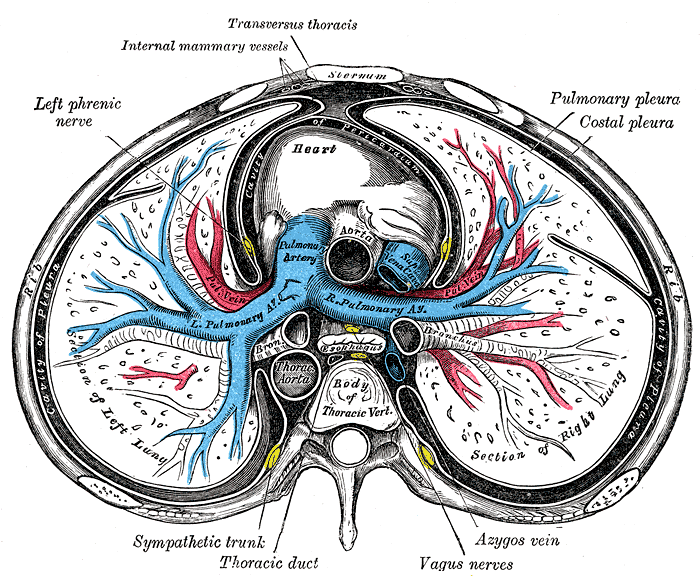
Transversale sectie van de thorax.
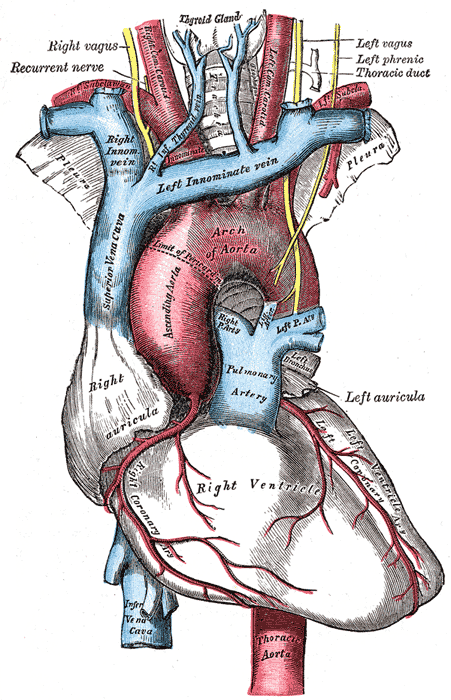
Aortaboog en aftakkingen
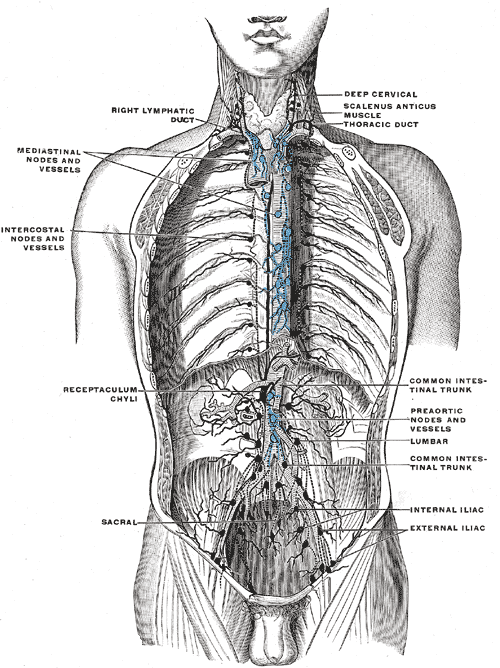
Systematische weergave van diepe lymfeknopen.
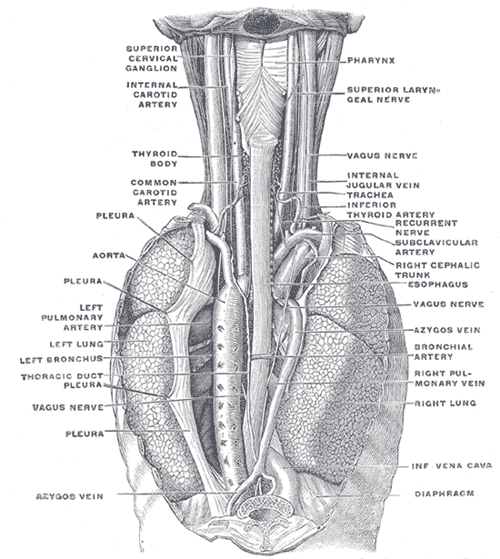
Positie en relatie van de slokdarm in de halsstreek en in het achterste mediastinum. Achteraanzicht
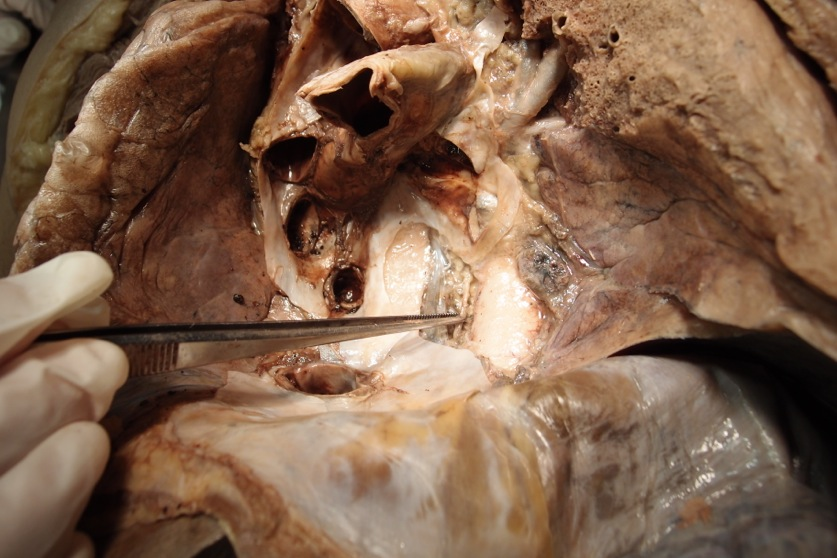
Vooraanzicht van de ductus thoracicus in het menselijk mediastinum waarin het hart en een deel van het hartzakje verwijderd zijn.